# Droit du travail en Inde

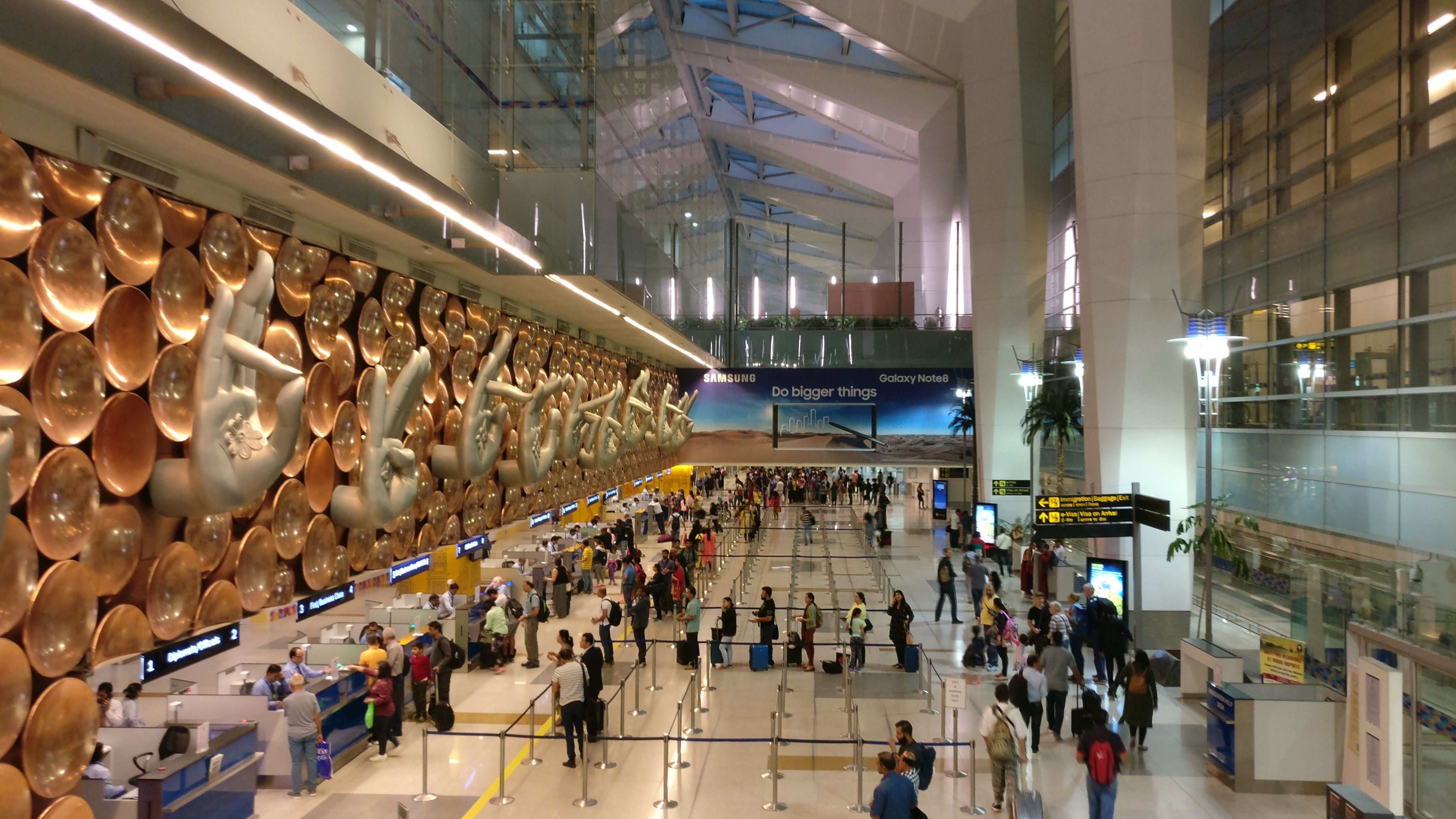
En Inde, en 2021, 501 millions de personnes sur l’ensemble de la population active étaient employées, soit le deuxième chiffre le plus important après la Chine. Le taux de chômage était de 6,1 % et le taux de personnes sans affiliation syndicale était de 93,4 %. Le revenu moyen était de 440 $ par mois et la semaine de travail moyenne était de 40 heures.

Le droit du travail indien fait référence à la loi régissant le travail en Inde . Traditionnellement, le gouvernement indien, aux niveaux fédéral et étatique, a cherché à garantir un degré élevé de protection aux travailleurs, mais dans la pratique, cela diffère en raison de la forme de gouvernement et parce que le travail est un sujet dans la liste concurrente de la Constitution indienne.
La loi sur le salaire minimum de 1948 oblige les entreprises à payer le salaire minimum fixé par le gouvernement tout en limitant la semaine de travail à 40 heures (9 heures par jour, y compris une heure de pause). Les heures supplémentaires sont fortement déconseillées, la prime sur les heures supplémentaires étant de 100 % du salaire total. La loi de 1936 sur le paiement des salaires impose le paiement des salaires à temps le dernier jour ouvrable de chaque mois par virement bancaire ou par service postal. La loi sur les usines de 1948 et la loi sur les magasins et les établissements de 1960 imposent 18 jours ouvrables de vacances entièrement payés ou de congés acquis et 7 congés occasionnels chaque année à chaque employé, avec 7 jours de maladie supplémentaires entièrement payés. La loi de 2017 portant modification de la loi sur les prestations de maternité donne aux employées de chaque entreprise le droit de prendre 6 mois de congé de maternité entièrement payé. Elle prévoit également six semaines de congés payés en cas de fausse couche ou d’interruption médicale de grossesse.
L'Organisation de prévoyance des salariés et l'Assurance nationale des salariés, régies par des lois statutaires, fournissent aux travailleurs la sécurité sociale nécessaire pour les prestations de retraite et les prestations médicales et de chômage respectivement. Les travailleurs ayant droit à la couverture de l'assurance maladie des employés (ceux qui gagnent moins de 21 000 roupies par mois) ont également droit à 90 jours de congés médicaux payés. Un contrat de travail peut toujours prévoir plus de droits que les droits minimaux prévus par la loi. 
Le Parlement indien a adopté quatre codes du travail lors des sessions de 2019 et 2020. Ces quatre codes consolideront 44 lois du travail existantes. Il s’agit du Code des relations industrielles de 2020, du Code de la sécurité sociale de 2020, du Code de la sécurité, de la santé et des conditions de travail de 2020 et du Code des salaires de 2019 . Les lois du travail indiennes sont souvent citées comme l’une des plus protectrices et restrictives au monde et affectent la croissance économique du pays,,,.  Les efforts visant à libéraliser et à réformer les lois se sont heurtés à une forte résistance des syndicats.